# Paris par la fenêtre
Paris par la fenêtre est un tableau réalisé par le peintre russe Marc Chagall en 1913. Cette huile sur toile représente la tour Eiffel et Paris depuis une fenêtre où se tient un chat à tête humaine. Elle est conservée au musée Solomon-R.-Guggenheim, à New York.

## Expositions
- Apollinaire, le regard du poète, musée de l'Orangerie, Paris, 2016 — n°152.